# Spectravideo
Das US-amerikanische Unternehmen Spectra-Video, Inc. mit seinem internationalen Ableger Spectravideo International Ltd. war ein Hersteller von Joysticks, Videospielen und Heimcomputern. Als erster nach ergonomischen Gesichtspunkten gestalteter Joystick der Videospielgeschichte und als einer der ersten mit Autofeuer-Funktion erlangte insbesondere der QuickShot größere Bekanntheit. Die Heimcomputer Spectravideo SV-318 und SV-328 sind ebenso von besonderer technikgeschichtlicher Relevanz, da sie als direkte Vorläufer und damit Wegbereiter des MSX-Standards gelten.

## Geschichte

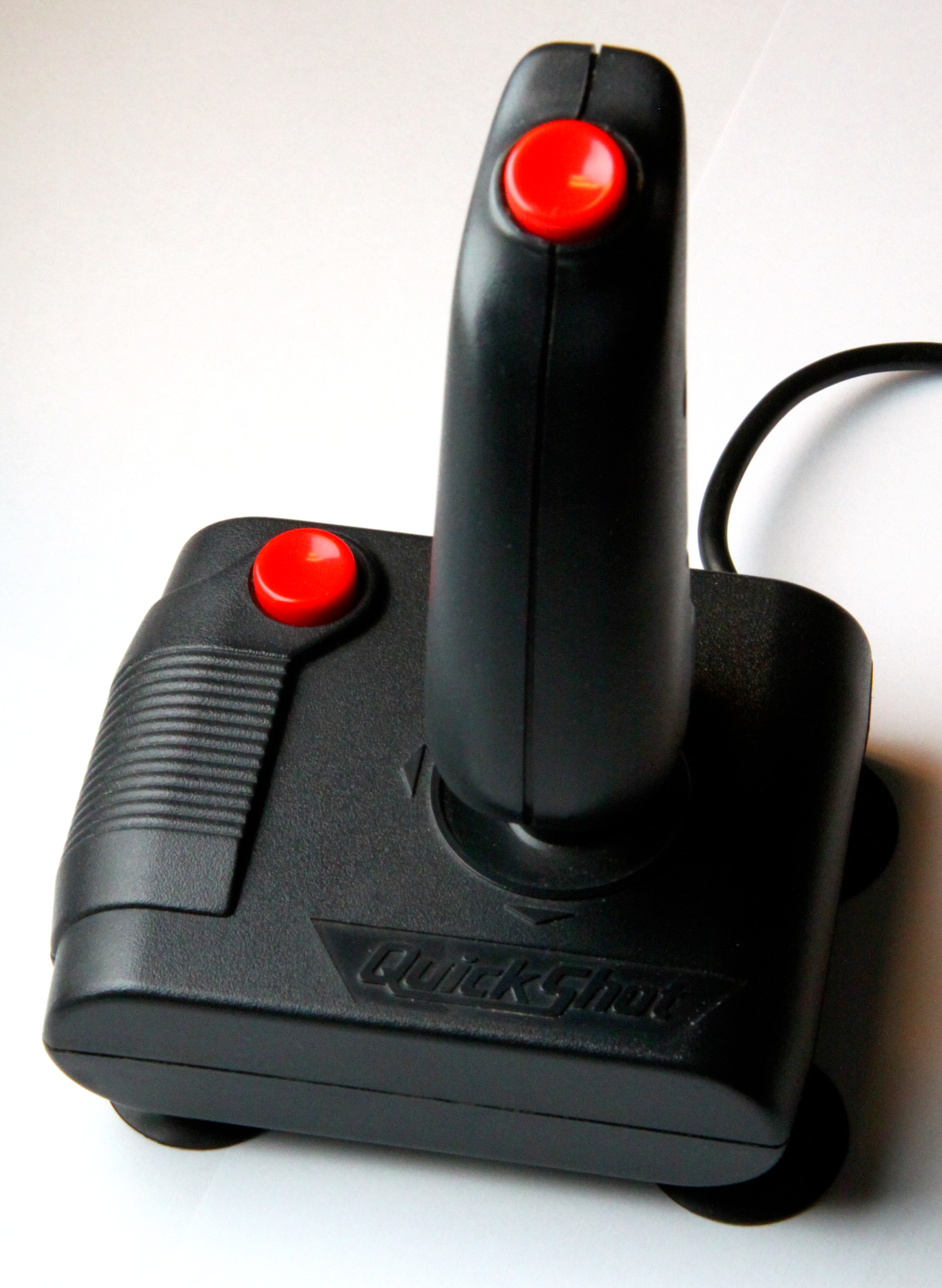
Joystick QuickShot I von 1982

Das Unternehmen wurde 1981 in den USA von den zwei Schweizer Uhrenherstellern Harry Fox und Oscar Jutzeler  unter dem Namen „Spectravision“ gegründet. Die beiden waren in den 1950er Jahren nach Nordamerika ausgewandert.
Die Firma vertrieb zunächst Spiele für die Systeme Atari 2600, Colecovision und Commodore VC 20. 1982 wurde das Unternehmen aufgrund eines Namenskonfliktes mit einem gleichnamigen Fernsehsystem für Hotels in „SpectraVideo“ umbenannt. In demselben Jahr am 9. November, wurde die erste Variante des Joysticks QuickShot unter der U.S. Patentnummer 271220 patentiert. Der QuickShot war einer der ersten Joysticks mit Autofire-Funktion.
Im Januar 1983 wurden in Las Vegas auf der CES zwei Heimcomputer-Systeme vorgestellt: eine Erweiterung für Atari 2600 CompuMate sowie Spectravideo SV-318. Auf der Sommer-CES desselben Jahren in Chicago folgte der Spectravideo SV-328. SV-318 und SV-328 waren Vorläufer des MSX-Standards für Heimcomputer. Besonders der SV-328 brachte den ASCII-Präsidenten Kazuhiko Nishi auf die Idee, einen Heimcomputerstandard zu schaffen.
Ferner wurde der SpectraVideo QuickShot SVI-2000 Robot Arm auf den Markt gebracht, der z. B. über den Userport eines Commodore 64 oder standalone mit zwei Joysticks gesteuert werden konnte.

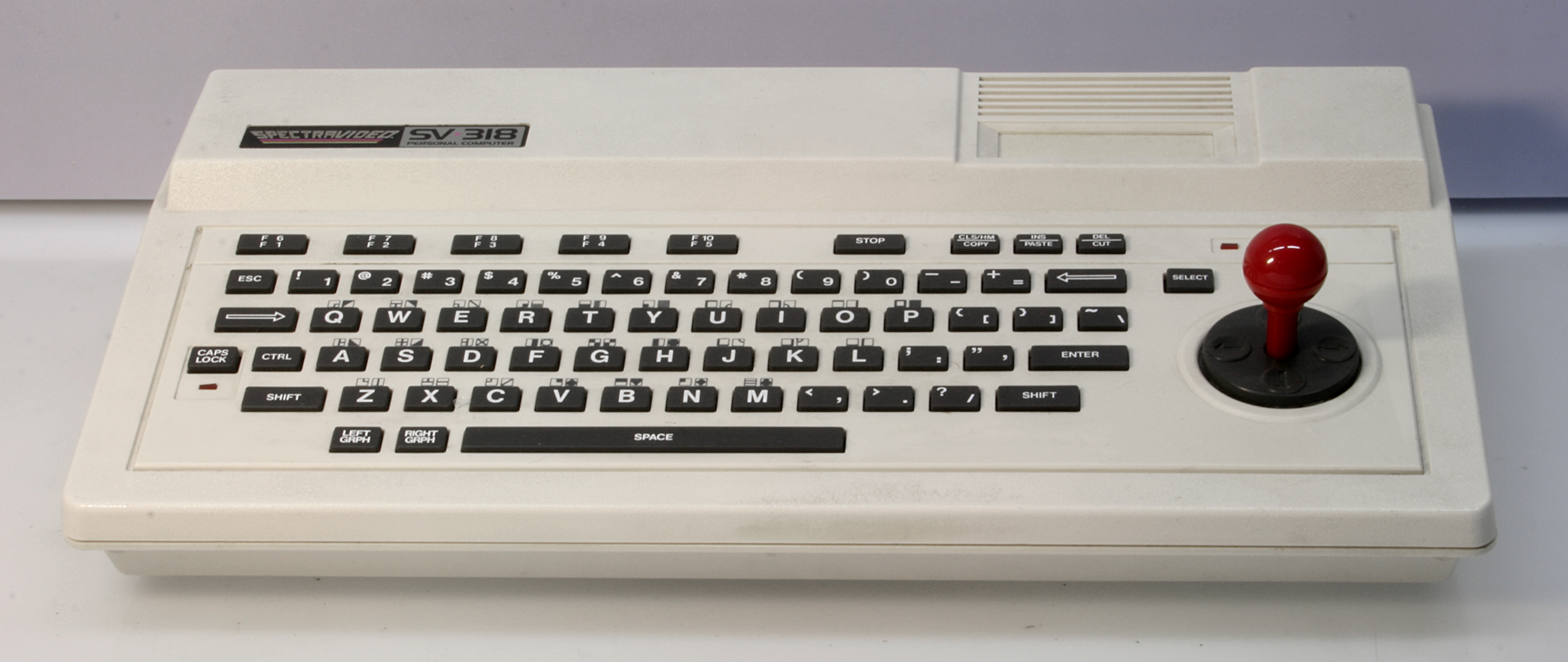
Spectravideo SV-318 – Der Vorläufer des MSX-Standards.

Die Firma änderte 1984 ihren Namen zu SpectraVideo International und lancierte unter diesem Label den ersten vollwertigen MSX-Computer (Spectravideo SVI-728), der auf dem nordamerikanischen, dem europäischen und dem australischen Kontinent sowie in Südafrika und Israel verkauft wurde. Der Computer war vor allem in Europa erfolgreich; der Absatz in Amerika fiel hingegen bescheiden aus. Aus diesem Grund schloss der Hauptaktionär Bondwell 1985 sämtliche Abteilungen in den USA und verlegte den Unternehmenssitz nach Hongkong.
1985 wurde der MSX SVI-738 X'Press und 1986 der IBM-PC-kompatible MSX-2 SVI-838 XPress'16 produziert. 1986 verließ die Firma endgültig die MSX-Gruppe und produzierte IBM-kompatible PCs (Spectravideo SVI-256 und SVI-640FH/FF). Das Unternehmen wurde in den Jahren darauf liquidiert und der Name an die britische Firma Ash & Newman (heute Logic3) verkauft.